# Chetotassi dei ragni

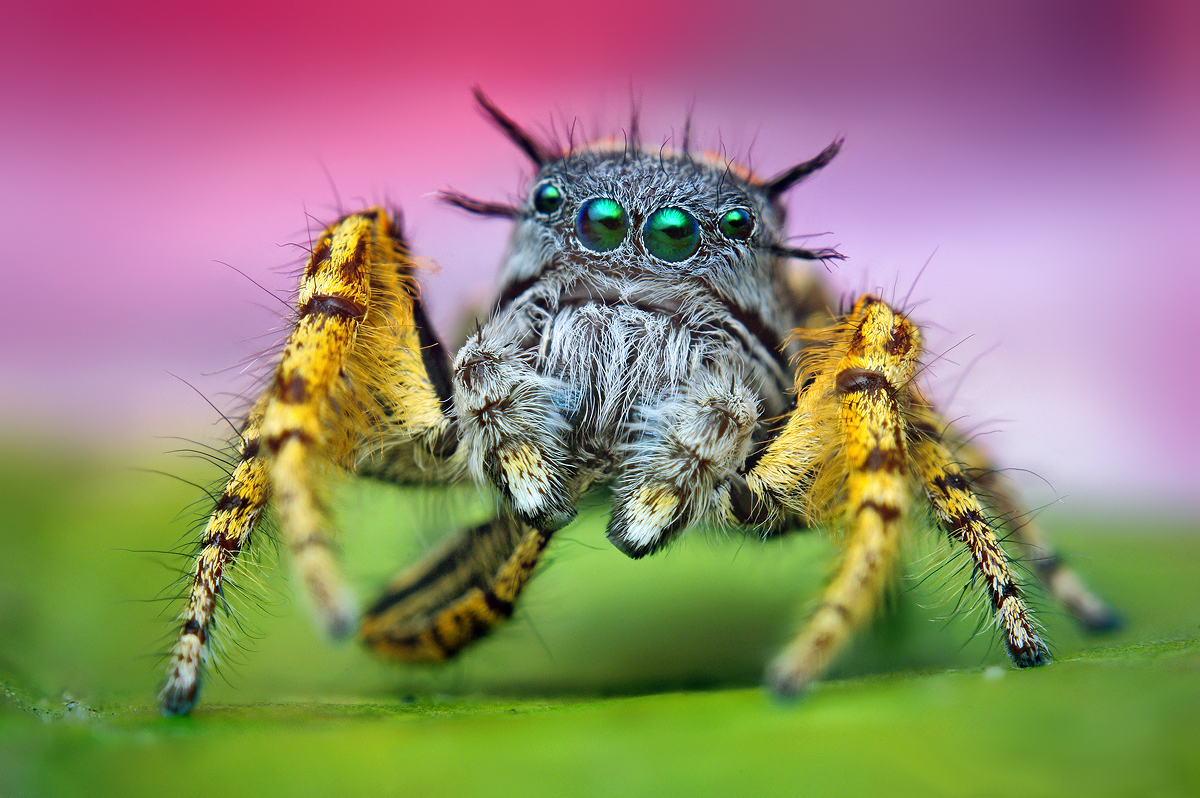
In questa foto del ragno salticida Phidippus mystaceus è ben evidente quanto possa essere complessa la chetotassi dei tricobotrii

La chetotassi dei ragni è un carattere morfologico importante per la descrizione e la determinazione tassonomica delle specie di ragni. Essenzialmente consiste in una codifica particolare della distribuzione delle spine presenti sul corpo del ragno.
Questa codifica è particolarmente accurata e determinante ai fini tassonomici per quanto concerne i pedipalpi e i segmenti o articoli delle zampe del ragno stesso.
La chetotassi ha un alto tasso di variabilità sia nell'ambito delle famiglie, che in quello dei generi e delle specie. Nell'ambito della stessa specie, infine, vi è una certa differenza anche fra maschi e femmine.

## Etimologia
Chetotassi è una parola composta e deriva dal greco χάιτη, chàite, che significa chioma, capigliatura, peli, capelli e dal greco τάξις, tàxis, cioè disposizione, ordinamento, schieramento, e indica appunto la disposizione dei peli sul corpo.

## Funzione
La chetotassi conteggia le spine più spesse ed evidenti, che risaltano abbastanza macroscopicamente (in rapporto alle dimensioni del ragno stesso) sul pedipalpo e sul segmento dell'arto. La simmetria bilaterale del corpo del ragno fa sì che la posizione di tali spine su una zampa o su un pedipalpo sia la stessa dell'arto corrispondente dall'altro lato rispetto al corpo.
Sono escluse da questa conta le setole, disposte in fila sui metatarsi del IV paio di zampe, che prendono il nome di calamistro a hanno la precipua funzione di aiutare il ragno nel tessere i fili secreti dalle filiere, fungendo da telaio.

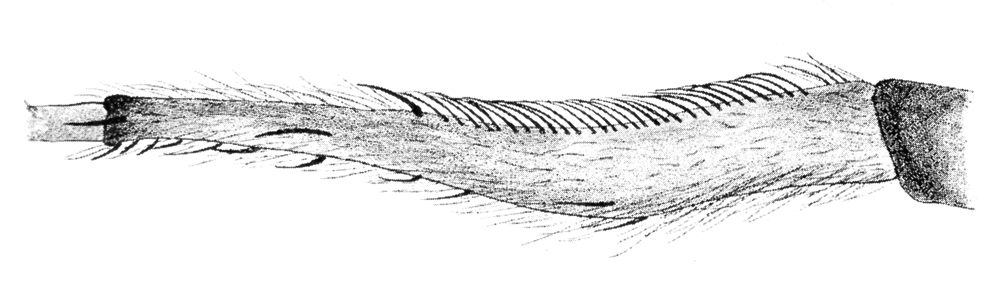
Metatarso del ragno Zosis geniculata, sulla parte superiore, lato destro, è ben visibile il calamistro; sulla parte inferiore, da destra verso sinistra sono ben evidenti i tricobotrii

## Notazione scientifica
Vi è una precisa notazione per poter individuare la posizione di ciascuna spina nei vari segmenti delle zampe e dei pedipalpi dei ragni.
Va tenuto presente che:
- in senso distale dal corpo del ragno, cioè man mano che ci si allontana dal corpo stesso, i segmenti sono: coxa, trocantere, femore, patella, tibia, tarso e metatarso. I segmenti più interessati alla chetotassi sono il femore, la tibia e il metatarso.
- le quattro paia di zampe si distinguono con la numerazione romana (I, II, III, IV) oppure con quella corrente (1, 2, 3, 4) partendo dal paio più prossimo ai cheliceri (I oppure 1) fino al paio più vicino all'opistosoma (IV oppure 4).
- In ogni singolo segmento si distingue una parte dorsale, una parte ventrale, una parte prolaterale, una parte retrolaterale e una parte apicale dove può avere sede la spina o il pelo.[1]
- Qualora nell'ambito della stessa parte di un singolo segmento fossero presenti più spine, vanno distinte con numeri arabi e, nel descriverle, generalmente vengono indicate in senso distale, cioè man mano che ci si allontana dal corpo del ragno. (ad esempio, 0-0-1, 1-6-2-1, ecc.)

Si distinguono sostanzialmente due tipi di notazioni, una analitica e una sintetica.

### Notazione analitica
Esempi di notazione scientifica analitica possono essere i seguenti:
- - Femori I-III con 1 spina dorsale (1 prolaterale su femori I),

che può essere così esplicata: i femori del 1º e 3º paio di zampe hanno una spina sulla parte dorsale e solo i femori del 1º paio ne hanno un'altra sulla parte prolaterale.
- - Tibie I-IV con 2 spine dorsali (I-II con 1 pro- e 1 retrolaterale),

sta a significare: che le tibie del 1º e del 4º paio di zampe hanno 2 spine ciascuna sulla parte dorsale e le tibie del 1º e del 2º paio ne hanno una sulla parte prolaterale e 1 su quella retrolaterale.

### Notazione sintetica
La notazione scientifica sintetica, tende a rendere concise queste descrizioni con l'ausilio delle seguenti abbreviazioni:
- d = dorsale
- v = ventrale
- pl = prolaterale
- rt = retrolaterale
- ap = apicale
- Fm = Femore
- Tb = Tibia
- Mt = Metatarso

Esempi di notazione scientifica sintetica possono essere i seguenti:
- - I: Fm d 0-1-1; Tb v 2-2-2ap; Mt v 2-2ap

che può essere così esplicata: sul primo paio di zampe il femore, dorsalmente, ha 0-1-1 spine; la tibia, centralmente, ha 2-2-2 spine (le ultime due sono apicali); il metatarso, centralmente ha 2-2 spine (le ultime due sono apicali); tutte distalmente dal corpo del ragno.
- - II: Tb v 2-1-2ap; Mt rt 1-1ap, v rt 1-1-1-2-1-1ap

che può essere così esplicata: sul secondo paio di zampe la tibia, ventralmente, ha 2-1-2 spine (le ultime due sono apicali); il metatarso, retrolateralmente, ha 1-1 spine (l'ultima apicale) e ventralmente-retrolateralmente, ha 1-1-1-2-1-1 spine (l'ultima apicale).

### Tabelle
Per una migliore comprensione della posizione delle spine sui vari segmenti, è opportuno il ricorso a tabelle, come da seguente esempio, ove è descritta la chetotassi della femmina di Aruattus agostii, appartenente ai Salticidae: 
| Segmento  | p  | I         | II        | III       | IV        |
| --------- | -- | --------- | --------- | --------- | --------- |
| Femore    | d  | 0-0-0-1-1 | 0-0-0-1-1 | 0-0-0-1-3 | 0-0-0-1-1 |
| Tibia     | v  | 2-2-2-2ap | 1-0-2ap   | 1-0-2ap   | 1-0-2ap   |
| Metatarso | pr |           |           | 1-1       | 0-0-1ap   |
| Metatarso | rt |           |           | 1-1       | 0-1-2ap   |
| Metatarso | v  | 2-2-2ap   | 2-2-2ap   | 0-2-2ap   | 0-2-2ap   |